# Bruno Giordano (politico)
Bruno Giordano (Aosta, 7 giugno 1954) è un politico italiano, sindaco di Aosta dal 2010 al 2015.

## Biografia
Inizia l'attività politica nelle file del PSDI nel 1975. Nel 1985 entra nel PSI; quindi aderisce al Partito Socialista Valdostano.
Nel 2005 è eletto per la prima volta nel consiglio comunale di Aosta come indipendente nella lista dell'Union Valdôtaine.
Nel 2010 è stato eletto sindaco di Aosta nel quadro di un'alleanza tra autonomisti e Il Popolo della Libertà. Pochi mesi dopo si è iscritto all'Union Valdôtaine.
Non si ricandida per il secondo mandato e viene sostituito da Fulvio Centoz, segretario regionale del PD e sindaco uscente di Rhêmes-Notre-Dame.